# 窦逵
窦逵（?—?），扶风郡平陵县（今陕西省咸阳市秦都区）人，祖籍河南郡洛阳县（今河南省洛阳市东），窦抗之孙，夏州都督窦静之子，袭爵信都县男。尚唐太宗第四女遂安公主，窦逵死后，遂安公主改嫁王大礼。

## 传记资料
- 《新唐書》卷九十·列传第二十·窦静传